# Zyginama adisi
Zyginama adisi är en insektsart som beskrevs av Dietrich och Dmitry A. Dmitriev 2008. Zyginama adisi ingår i släktet Zyginama och familjen dvärgstritar. Inga underarter finns listade i Catalogue of Life.